# Hachikō

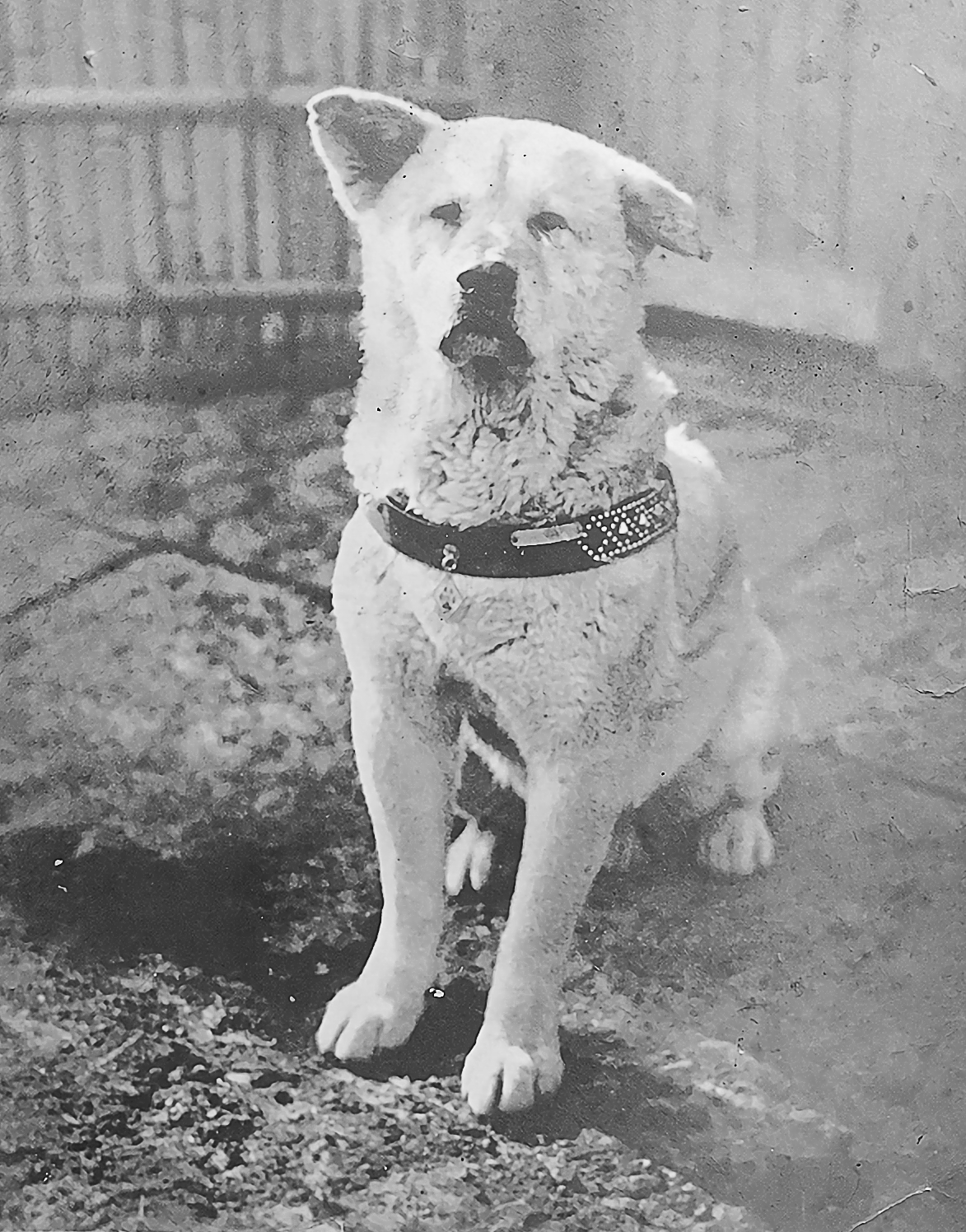
Hachikō (etwa 1934)

Hachikō (jap. ハチ公 oder auch 忠犬ハチ公 chūken hachikō, der treue Hund Hachikō; * 10. November 1923 in Ōdate, Präfektur Akita; † 8. März 1935 in Tokio) war ein japanischer Akita-Hund, der in Japan noch heute als Inbegriff der Treue gilt.

## Leben
Hachikō wurde am 10. November 1923 in Ōdate in der Präfektur Akita geboren. 1924 nahm ihn Hidesaburō Ueno, ein Professor an der Kaiserlichen Universität Tokio, als sein Haustier mit nach Shibuya, Tokio. Von da an holte der Hund sein Herrchen jeden Tag, wenn dieser von der Universität zurückkam, am Bahnhof Shibuya ab.

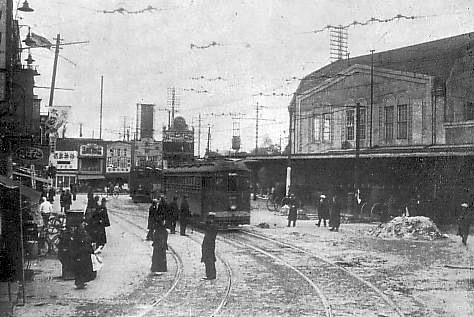
Bahnhof Shibuya in jenen Tagen

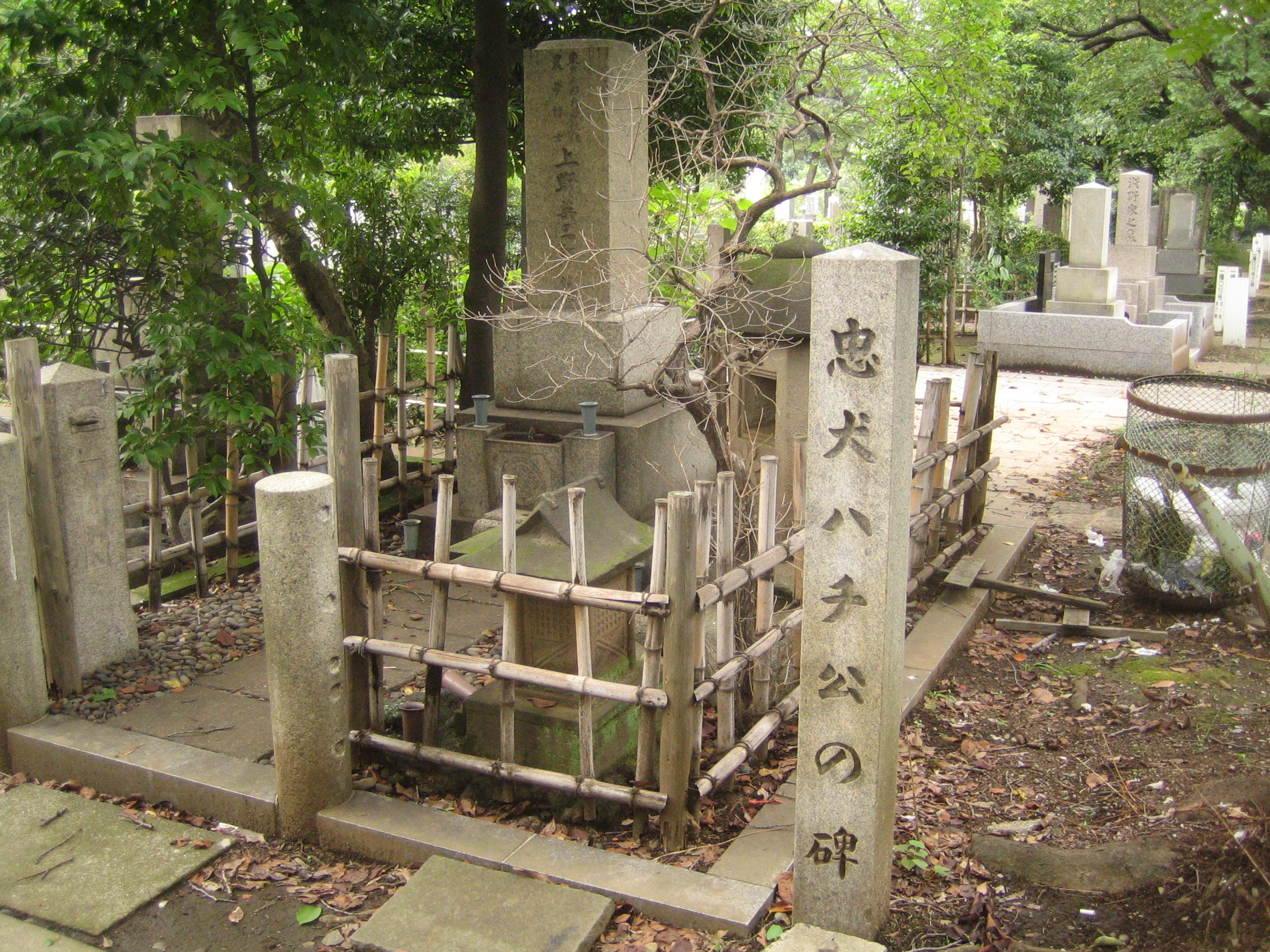
Grabmal von Professor Hidesaburō Ueno auf dem Aoyama-Friedhof in Tokio. Die Stele mit den großen Schriftzeichen auf der rechten Seite wurde zum Gedenken an Hachikō aufgestellt.

Dies setzte er unbeirrt fort, auch nachdem der Professor am 21. Mai 1925 während einer Vorlesung einer Hirnblutung erlegen war, und zwar täglich bis zu seinem eigenen Tod zehn Jahre später. Hachikō war nach Professor Uenos Tod zu in der Stadt lebenden Verwandten gegeben worden, von dort aber ausgerissen und weiterhin täglich zu einer festen Zeit zum Bahnhof gekommen, um auf sein Herrchen zu warten. Schließlich übernahm Kikuzaburō Kobayashi, der frühere Gärtner von Professor Ueno, der in der Nähe des Bahnhofs wohnte, Hachikōs Pflege.
Während Hachikō in den ersten Jahren auf dem Bahnhofsgelände eher als Störenfried betrachtet und nur stillschweigend geduldet wurde, richtete ihm 1928 ein neuer Bahnhofsvorsteher sogar eine kleine Ruhemöglichkeit ein. Im gleichen Jahr erkannte ein früherer Student von Professor Ueno, der eine Forschungsarbeit über Akita-Hunde durchführte, den Hund zufällig wieder. Als er herausfand, dass Hachikō einer von nur noch etwa 30 reinrassigen Akita-Hunden war, begann er sich näher für Hachikōs Geschichte zu interessieren und schrieb mehrere Artikel darüber. 1932 machte die Veröffentlichung eines dieser Artikel in einer Tokioter Zeitung Hachikō in ganz Japan bekannt, und er wurde schon zu Lebzeiten zum Inbegriff des treuen Hundes. Die Achtung vor Hachikō fand ihren Höhepunkt in der Errichtung einer Bronzestatue an der Westseite des Bahnhofs im Jahr 1934, deren Einweihungszeremonie auch Hachikō beiwohnte.
Als Hachikō am 8. März 1935 tot in einer Straße in Shibuya gefunden wurde, meldeten die Medien landesweit seinen Tod. Untersuchungen im Jahr 2011 durch ein Forscherteam der Universität Tokio ergaben, dass Hachikō neben starker Filariose auch an Lungen- und Herzkrebs gelitten hatte. Jede dieser Erkrankungen kann die Ursache für seinen Tod gewesen sein. Sein Körper befindet sich heute präpariert im Nationalmuseum der Naturwissenschaften im Tokioter Bezirk Ueno.

## Ehrungen
Während des Zweiten Weltkrieges wurde die Hachikō-Statue aufgrund der herrschenden Kupferknappheit eingeschmolzen. Nach dem Krieg wurde Andō Takeshi, Sohn des mittlerweile verstorbenen Schöpfers der Originalstatue, mit der Anfertigung einer neuen Fassung beauftragt, die im August 1948 am früheren Platz aufgestellt wurde. Eine ähnliche Statue steht in der Präfektur Akita vor dem Bahnhof von Ōdate, Hachikōs Geburtsort.
Die Tokioter Hachikō-Statue ist der beliebteste Treffpunkt für Verabredungen am Bahnhof Shibuya. Der westliche Bahnhofsausgang, an dem Hachikō immer gewartet hatte, heißt offiziell Hachikō Exit. Er führt zur Shibuya Crossing, der für das Diagonalqueren bekannten Kreuzung zwischen der Bahnhofsstraße und der Einkaufsstraße Center-gai.
2003 wurde die Minibus-Linie Hachikō bus eingerichtet, die bis heute aus vier Linien besteht und deren Busse mit Hachikō-Zeichnungen geschmückt sind.
Zum 80. Todestag von Hachikō ließ die Universität Tokio eine Bronzestatue errichten, die den aufgeregt springenden Hachikō zusammen mit seinem von der Arbeit zurückkehrenden Besitzer Hidesaburō zeigt.

### Verfilmungen
- 1987: Hachikō Monogatari (ハチ公物語) (Japan, Regie: Seijirō Kōyama; Hauptdarsteller: Tatsuya Nakadai)
- 2009: Hachiko – Eine wunderbare Freundschaft (Hachi: A Dog’s Tale) (USA, Regie: Lasse Hallström; Hauptdarsteller: Richard Gere)
- 2023: Hachiko (China, Regie: Ang Xu)[4]

### Popkultur
In der seit 1997 laufenden Mangaserie One Piece wird Hachikō in Form des Hundes Chouchou gehuldigt, der nach dem Tod seines Besitzers ununterbrochen vor dessen Geschäft verweilt und dieses bewacht.
In Jurassic Bark, der siebten Episode der vierten Staffel von Futurama, erscheint eine längere Hommage an Hachikō. Seymour, der Hund des Hauptcharakters Fry, wartet auch nach dessen Verschwinden zwölf Jahre lang vor der Pizzeria, in der Fry gearbeitet hat, bis er schließlich verstirbt.
Im 2007 veröffentlichten Action-Rollenspiel The World Ends with You spielen Hachikō und die am Bahnhof Shibuya errichtete Statue eine wichtige Rolle in der Erzählung. Auch auf die zugehörige Legende wird Bezug genommen.
In Pokémon: Master Quest, der fünften Staffel der Animeserie Pokémon, existiert eine ähnliche Geschichte, nach der das Feuer-Pokémon Vulnona 200 Jahre auf die Rückkehr seines Besitzers wartet.
In der Hook des Songs Du wartest von Fatoni und Tristan Brusch werden Hachikō und sein Herrchen Ueno erwähnt.

Galerie
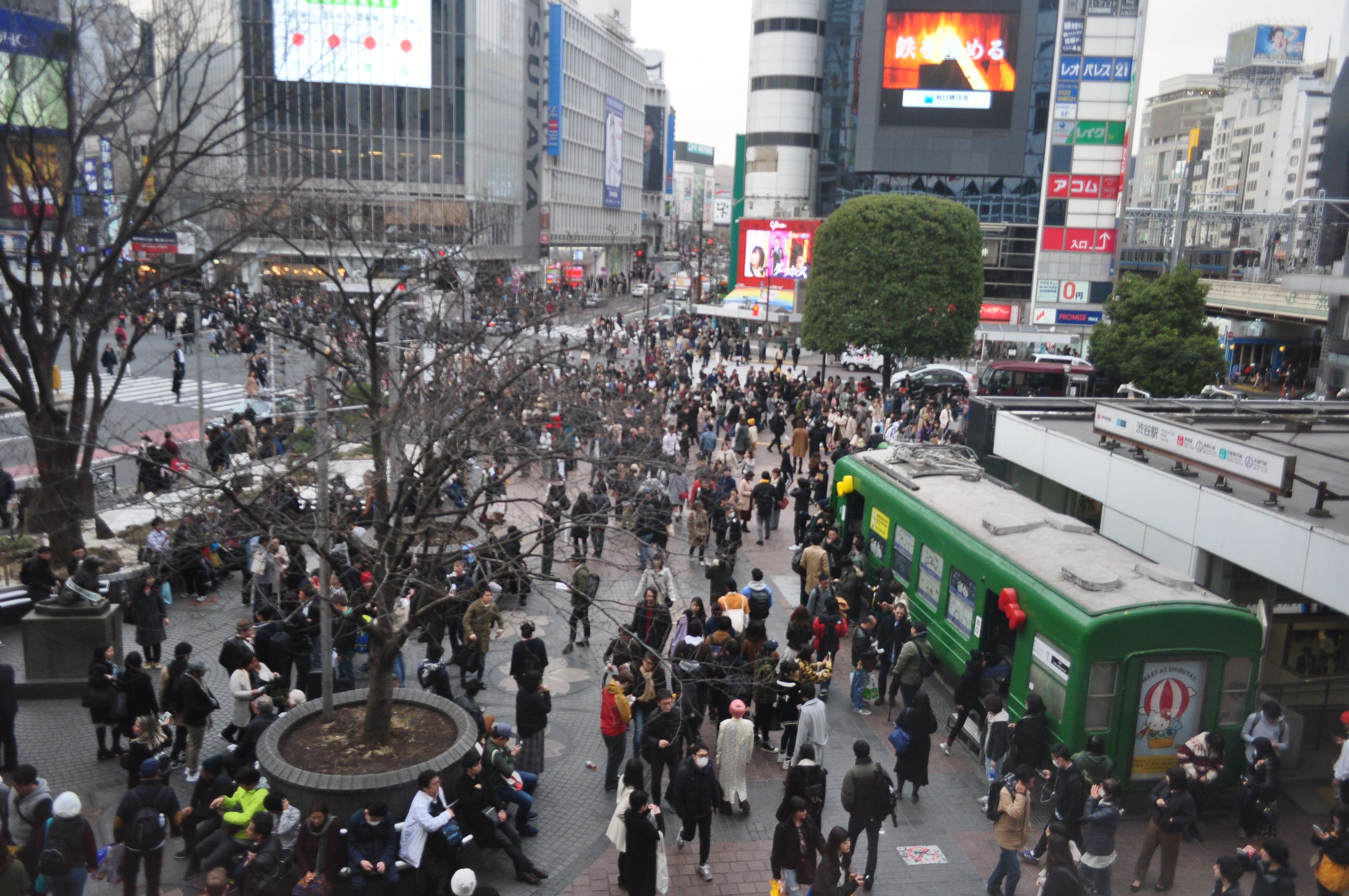
Der Bahnhof Shibuya mit der Statue im linken Bildvordergrund
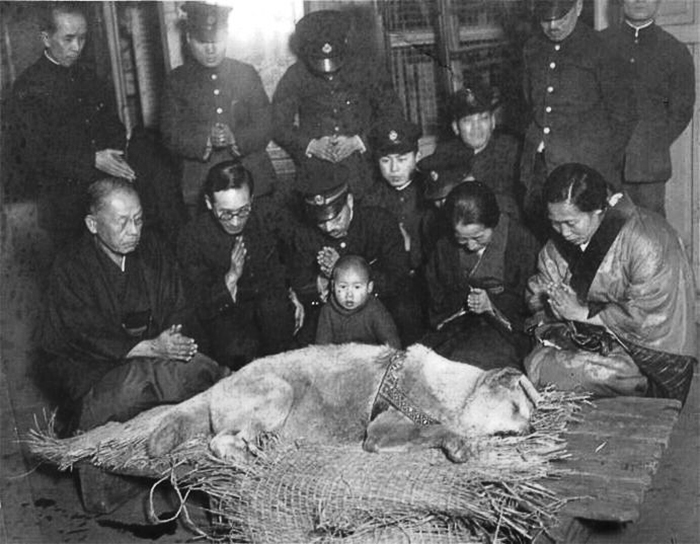
Der tote Hachikō, letztes bekanntes Foto mit Yaeko Ueno, der Partnerin von Hachikōs Besitzer Hidesaburō Ueno (zweite von rechts)
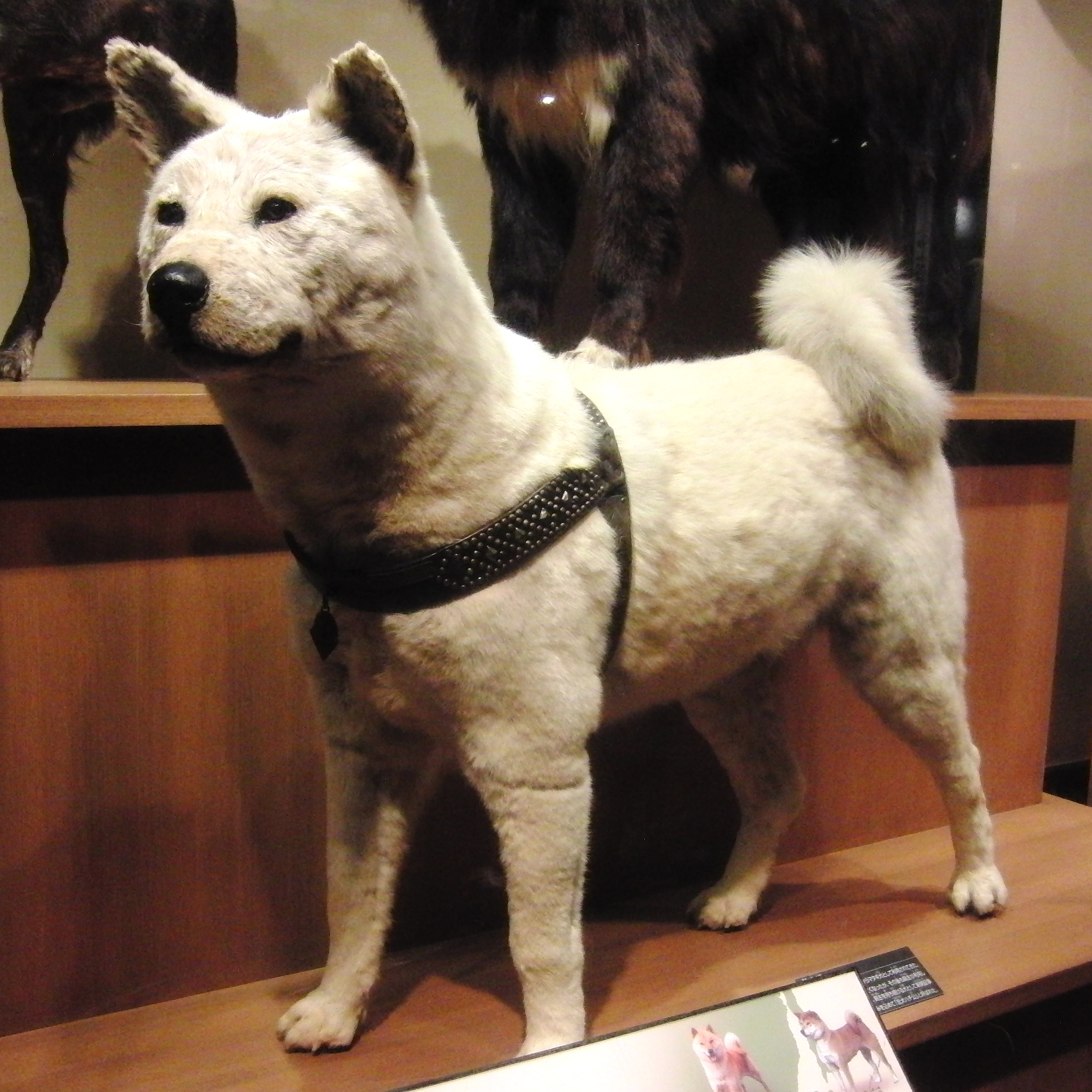
Dermoplastik von Hachikō im Nationalmuseum der Naturwissenschaften in Tokio
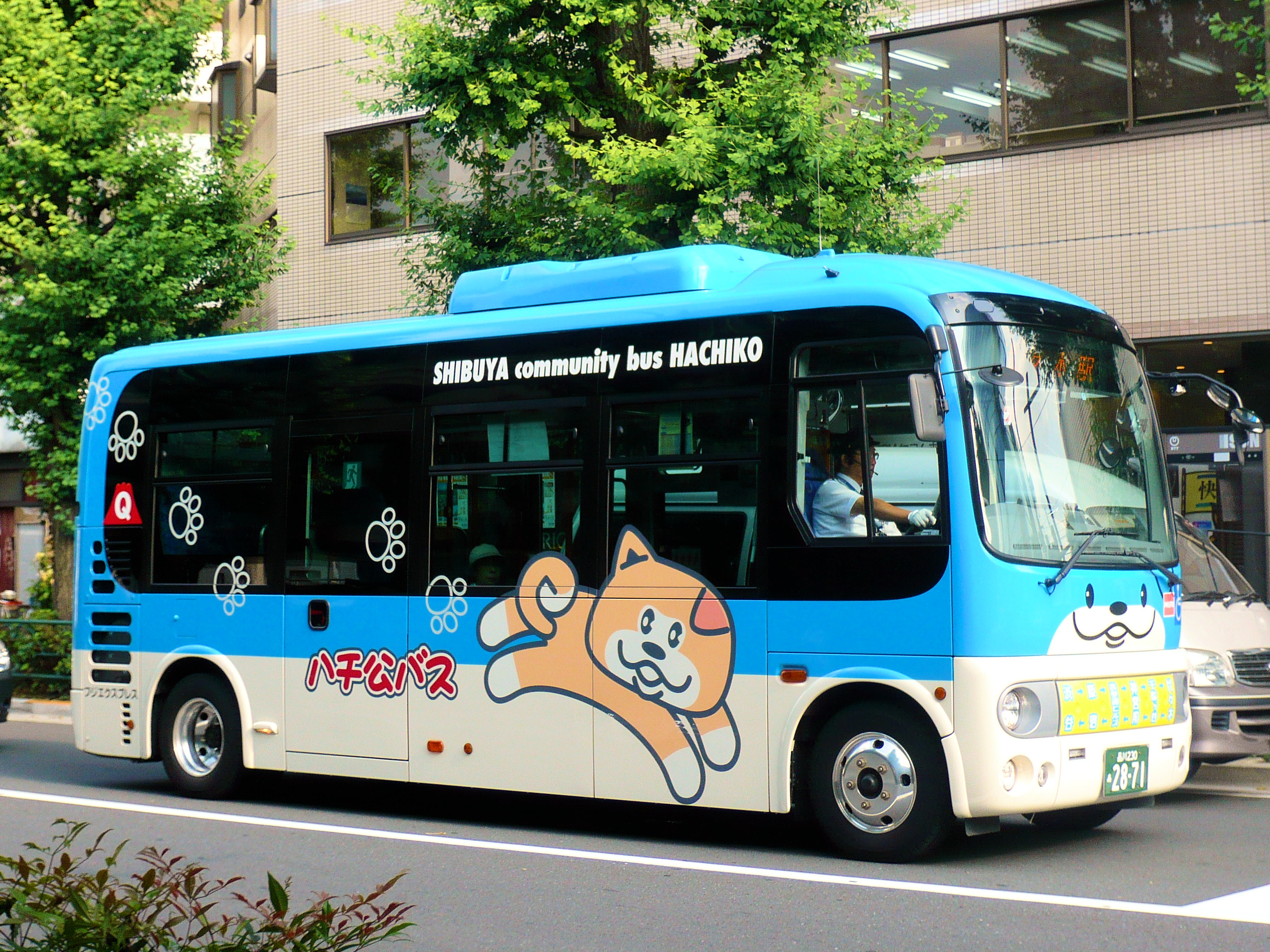
Die 2003 eingerichtete Hachikō-Bus-Linie

## Trivia
Die Geschichte um Hachikō motivierte die Schriftstellerin Helen Keller einen Akita zu adoptieren. Bei einer Reise nach Japan 1937 erhielt sie von der Akita Dog Preservation Society den Welpen Kamikaze-go. Dieser war damit der erste Hund seiner Rasse, welcher in ein anderes Land eingeführt wurde.